# Louise av Battenberg
Louise Alexandra Marie Irene av Battenberg, även kallad lady Louise Mountbatten, född 13 juli 1889 på Heiligenberg nära Darmstadt i Hessen i Tyskland, död 7 mars 1965 i Stockholm, var mellan 1923 och 1950 Sveriges kronprinsessa och hertiginna av Skåne, från 1950 drottning av Sverige. Hon var kung Gustaf VI Adolfs andra hustru.

## Uppväxt och ungdom

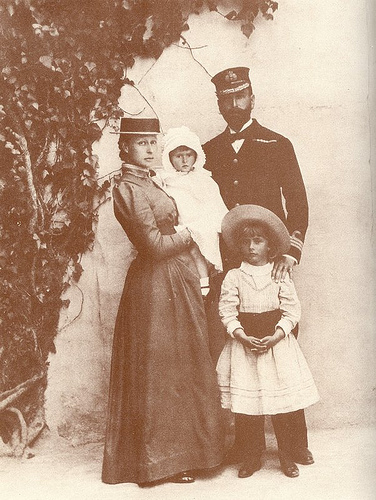
Prins Ludvig och prinsessan Viktoria med sina döttrar Alice och Louise år 1889.

Prinsessan Louise av Battenberg var dotter till prins Ludvig (Louis) av Battenberg och prinsessan Viktoria av Hessen och barnbarnsbarn till drottning Victoria av Storbritannien. Hon var även moster till prins Philip, hertigen av Edinburgh (gemål till drottning Elizabeth II av England och far till nuvarande kung Charles III av England), syster till lord Mountbatten samt systerdotter till kejsarinnan Alexandra Feodrovna (som var hustru till kejsar Nikolaj II).

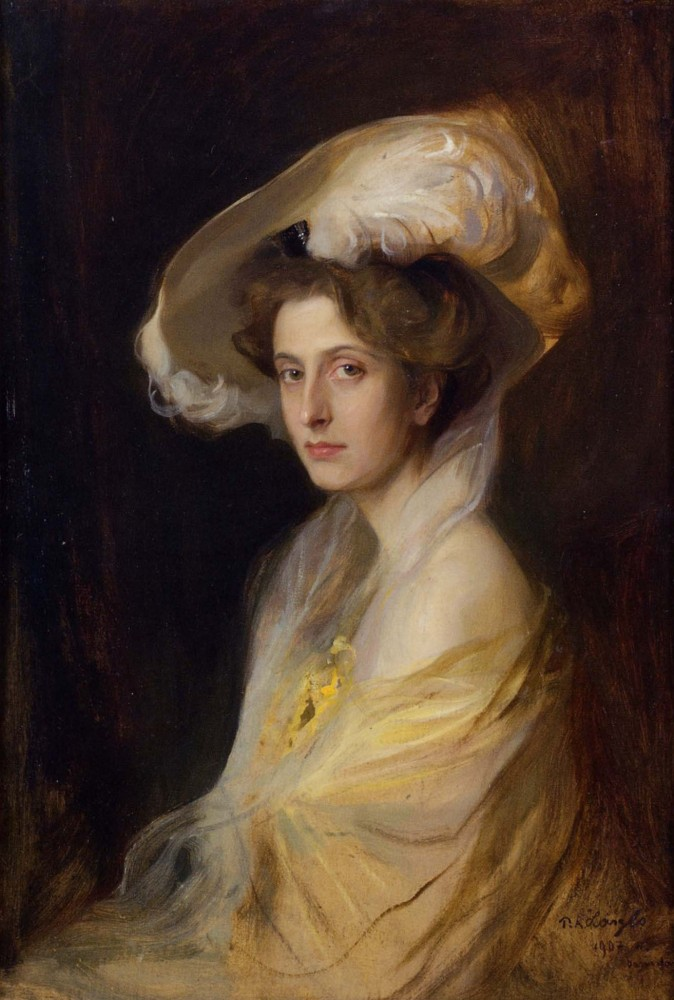
Porträtt av prinsessan Louise av Battenberg 1907, målat av Philip de László (1869-1937). Porträttet hänger på Stockholms slott.

Louise var född i Tyskland, men växte upp i England. Fadern var under flera år amiral och förste sjölord i den engelska flottan. Föräldrarna levde i ett lyckligt kärleksäktenskap och familjen beskrivs som harmonisk. Louise stod särskilt nära sin yngste bror, och syskonen brevväxlade till hennes död 1965. På grund av faderns arbete flyttade familjen runt mellan olika brittiska sjöbaser, och var bland annat under en tid bosatta på Malta. Louise besökte också ofta drottning Viktoria på Isle of Wight. Familjens fasta punkt mellan deras olika brittiska sjöbaser var dock det hessenska sommarslottet Heiligenberg utanför Darmstadt. Louise och hennes syster undervisades av en guvernant men gick en tid i Texters flickpension i Darmstadt. År 1909 mottog hon ett frieri från kung Manuel av Portugal. Edvard VII försökte övertala henne att tacka ja, men Louise avböjde eftersom hon inte ville ingå ett arrangerat äktenskap. Vid samma tidpunkt var hon hemligt förlovad med prins Christopher av Grekland, men eftersom paret saknade pengar och deras föräldrar inte ville ta ekonomiskt ansvar för dem avbröts förlovningen.
År 1914 befann sig Louise och hennes mor på besök hos sina släktingar i tsarfamiljen i Ryssland när första världskriget bröt ut. De var där inbjudna till en flodfärd på Volga på den kejserliga flodslupen. Louise ska under besöket ha sett med oro på Rasputins inflytande. Då kriget bröt ut fick de ett telegram från Louises far om att genast lämna landet. Flodfärden avbröts och Louise och hennes mor blev de sista icke-ryska släktingar som såg tsarfamiljen före deras död. Louises mor anförtrodde sina juveler åt tsaritsan för att de skulle vara i säkert förvar under kriget; därmed kom de att försvinna efter ryska revolutionen. De båda kvinnorna tog sig sedan via Hapsal i Estland båtvägen till neutral mark i Stockholm i Sverige. Båtfärden betalades med guld, eftersom deras valuta (tyska Reichsmark) inte längre accepterades i Ryssland. De stannade endast ett dygn i Sverige och sov då på Drottningholm som kronprinsparets gäster innan de återvände till England.
Trots att familjen såg sig som engelsk och bodde i England, blev fadern på grund av allmän tyskfientlighet under första världskriget tvungen att avgå från sin post år 1914. Under första världskriget arbetade Louise först inom Soldiers and Sailors Families Association, därefter Smokes for Soldiers and Sailors. Hon anmälde sig sedan som frivillig för Röda Korset, och hon tjänstgjorde sedan som sjuksköterska från mars 1915 till juli 1917, först i ett franskt militärsjukhus vid Nevers, och därefter vid ett krigssjukhus vid Palaves nära Montpellier. Louise skall ha gjort ett bra arbete, och hedrades med The British war- and Victory-ordnarna, hederstecknet Royal Red Cross från brittiska Röda korset och den franska utmärkelsen "Médaille de la Réconnaissance française".
Genom proklamationen av den 17 juli 1917, då det engelska kungahuset antog familjenamnet Windsor, angliserades namnet Battenberg till Mountbatten och huvudmannen förlänades värdigheterna markis av Milford Haven, earl av Medina och viscount Alderney. Hennes far måste alltså avsäga sig alla tyska titlar och fick ändra det tyska släktnamnet Battenberg till det mer engelskklingande Mountbatten. Prinsessan Louise av Battenberg blev därmed "Lady Louise Mountbatten", vilket hon hette fram till sitt giftermål 1923.
Familjen förlorade sin förmögenhet under kriget eftersom den varit placerad i ryska värdepapper och tillgångar, och efter kriget flyttade familjen till ett litet hus i Fishponds vid Southampton. Louise var aktiv inom välgörenhet för att hjälpa barnen i slumdistrikten i Battersea i London.

## Bröllop

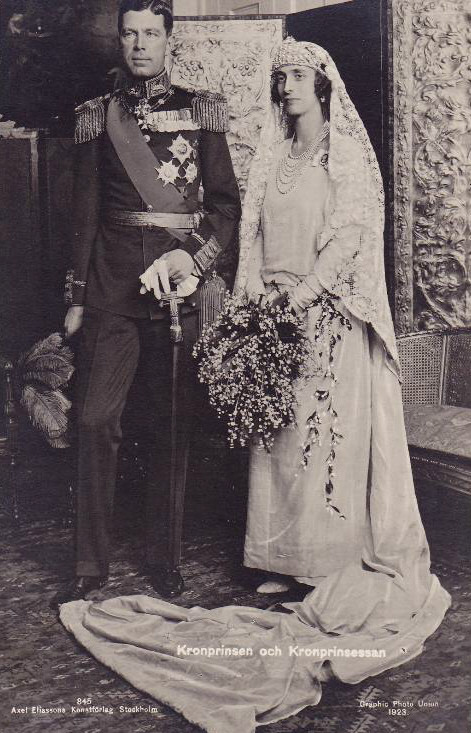
Vykort från bröllopet.

Bruddiadem buret av Louise vid vigselakten - Livrustkammaren.

Hennes far hade på sin dödsbädd sagt att kronprinsen av Sverige nog var den ende som passade hans dotter Louise, och att hon var den enda som passade honom. Något år efter hans död sammanförde dåvarande drottning Mary dem under en hästkapplöpning. Genom drottning Victoria av Storbritannien tillhörde Louise samma familjekrets som kronprinsens avlidna maka Margareta. (Louises farbror var gift med Margaretas faster, och en annan faster till Margareta var mormor till Louise.)
Gustaf Adolf och Louise hade dock träffats förut, strax efter första världskrigets utbrott år 1914, då Louise tillsammans med sin mor tvingades fly från Ryssland via Finland och över till Sverige och under ett dygn gästade kungafamiljen - och kronprinsparet - på Drottningholm, på sin hemresa till England. Under Gustaf Adolfs resa till England 1923 meddelades att de ingått förlovning, vilket överraskade många.
Kung Georg V av Storbritannien och drottning Mary höll bröllopet för paret i kapellet i S:t James Palace den 3 november 1923.
Det fördes livliga diskussioner i massmedia inför bröllopet, huruvida lady Louise Mountbatten, var att betrakta såsom enskild mans dotter. Utrikesdepartementet lät då meddela följande: "Under hänvisning till bestämmelserna i paragraf 5 successionsordningen i vad de avse giftermål mellan prins av det kungliga huset och enskild svensk eller utländsk mans dotter, d. v. s. den, som icke vore medlem av suverän familj eller familj som enligt internationell praxis vore därmed likställd, har svenska regeringen begärt brittiska regeringens förklaring i fråga om lady Louise Mountbattens ställning i sålunda angivet hänseende."
"Med stöd av brittiska regeringens svar å denna framställning och av den utredning i ärendet som i övrigt förebragts ha statsrådets ledamöter funnit h. k. h. kronprinsens val av sin tillkommande gemål vara i överensstämmelse med vad successionsordningen i förevarande ämne fordrar. Med detta meddelande måste diskussionen om huruvida successionsordningen reser något hinder för kronprinsens förestående förmälning, anses avslutad. [...]".
Kronprinsparet inlämnade till Stockholms rådhusrätt ett äktenskapsförord med begäran att det skulle upptas i rättens protokoll. I förordet meddelas att kontrahenterna före äktenskapet överenskommit att det var och en av dem för till boet skall betraktas som enskild egendom. Detta var första gången ett furstligt äktenskapsförord inkommit till rådhusrättens familjerättsavdelning.

## Kronprinsessa
Första gången Louise Mountbatten besökte Sverige (efter bytet av familjenamn) var den 10 december 1923, då hon ombord på S/S Patricia tillsammans med kronprinsen anlände till Göteborg. På kvällen gavs bankett på Börsen och vid avresan från Centralstationen mot Stockholm uppvaktades hon med sångarhyllningar.
Louise lär som ung (sedan hon efter ett frieri från kung Emanuel II av Portugal år 1909 givit honom korgen) inför sin vän och systerdotter Theodora ha svurit att aldrig gifta sig med vare sig en (regerande) kung eller en änkling. Äktenskapet med kronprins Gustaf Adolf blev dock enligt egen utsago och från många källor omvittnat mycket lyckligt, trots att paret inte fick några gemensamma barn - deras enda dotter, född 1925, var dödfödd. Louise var dock väldigt förtjust i barn: hon sades privat vara mycket lekfull och sprallig och tyckte mycket om att umgås med makens barn från första äktenskapet med kronprinsessan Margareta.. Hon kom också väl överens med sin svärmor, drottning Viktoria.
Louise blev i och med giftermålet styvmoder till Margaretas och Gustaf Adolfs barn. Någon ny mamma blev Louise inte, hon var istället deras "aunt Louise" eller ”Ist” som kortform och smeknamn.
Louise trivdes inte med den kungliga representationen de första åren på grund av blyghet, men eftersom den dåvarande drottningen Victoria sällan befann sig i Sverige blev hon i egenskap av kronprinsessa redan från början tvungen att representera mycket i drottningens ställe. I egenskap av kunglig person förväntades hon agera beskyddare för organisationer. Sin inställning till sådana uppdrag beskrev hon: "Jag har svårt att bara vara beskyddare för olika institutioner, jag som varit van vid eget praktiskt arbete, som en vanlig människa, innan jag gifte mig". Hon blev beskyddare för Svenska Röda Korset, Kronprinsessan Lovisas Barnsjukhus och Eugeniahemmet. Vid drottningens död 1930 fick hon även formellt överta dennas representationsplikter och blev beskyddare för de organisationer som den högst rankade kvinnan i kungahuset förväntades agera beskyddare för, så som Drottningens centralkommitté, Arbetsflitens Befrämjande, Sophiahemmet och Svenska Hemslöjdsföreningarnas Riksförbund. Hon engagerade sig mycket i sjuksköterskors arbetsvillkor. Vid Sophiahemmets sammanträden deltog Louise oftast själv. Under appellen Vinterljus gick Louise själv ut i radio och vädjade (på svenska) om bidrag i form av karbidlampor och stearinljus. Från 1939 anordnades den så kallade "syningen" på slottet, där madrassvar och kuddar skulle sys. Symaskiner fanns på plats på slottet och sammanlagt ett fyrtiotal damer deltog. 
Mellan 1926 och 1927 gjorde kronprinsparet en internationell jorden-runt resa till USA och Fjärran östern för att marknadsföra Sverige. Resan beskrivs som en stor succé, särskilt besöket i USA, som gick från New York till San Francisco. Allmänhetens intresse var stort och paret gav ett intryck av att vara "demokratiska", som till exempel vid en miljonärsmiddag, då de avböjde att sitta på de troner värden anordnat i trädgården. Under en intervju i Salt Lake City svarade Louise att hon ansåg att kvinnor borde få ägna sig åt både affärslivet och samtliga yrken likväl som åt politiken: "Kvinnorna äro fullt ut lika intelligenta som männen och, förutsatt att de erhållit en ordentlig utbildning, kunna i lika hög grad ha anspråk på aktning och beundran som männen, om de ägna sig häråt". År 1934-1935 gjorde paret en resa som kallades Orientresan mellan Grekland, Främre Orienten och Afrika, för att stärka Sveriges kommersiella förbindelser där. År 1936 närvarade hon vid begravningen av Georg V av Storbritannien.
Under finska vinterkriget inrättade Louise ett barnhem på Ulriksdals slott för finska krigsbarn. Hon var under andra världskriget engagerad även i andra hjälpinsatser, då genom Röda Korset, där hon samlade in karbidlampor och stearinljus för strömlösa hushåll under riksinsamlingen Vinterljus, där hon också talade i radio. En annan insats var Kronprinsessans Gåvokommitté för Neutralitetsvakten, där man stickade för de svenska soldaterna. Louise skickade även med en kam och spegel, och så småningom andra presenter som soldaterna skrev och bad om. Hon agerade också förmedlare av brev från släktingar som genom henne kunde hålla kontakten trots att deras länder befann sig i krig med varandra. Hon gav också materiellt bistånd åt dessa: hon skickade mat till bland andra två gamla kvinnor i München och furstinnan Tatjana Konstantinovna av Ryssland i Palestina, och sades bokstavligen ha hållit många vid liv med detta bistånd. Hon gav också hjälp åt krigsfångar: år 1940 blev brittiske major Michael Smiley vid Rifle Brigade tillfångatagen vid Dieppe. Han mottog då paket från Sverige sedan hans svärmor Alicia Pearson bett sin vän Louise om hjälp.

## Drottning

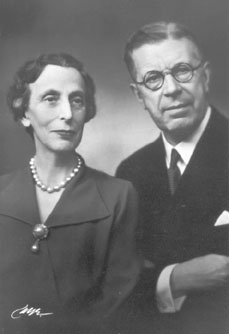
Drottning Louise och kung Gustaf VI Adolf.

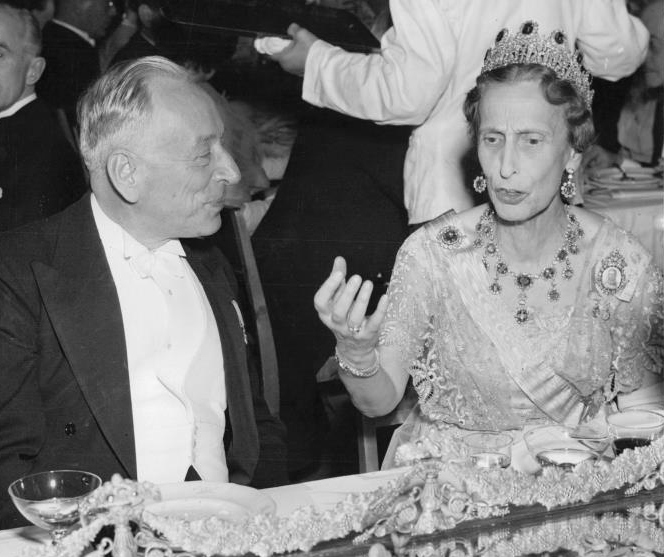
Frits Zernike med drottningen 1953.

År 1950 blev Louise drottning vid makens tronbestigning. Hon ska dock i viss mån ha blivit illa berörd av hyllningarna. Louise beskrivs som en övertygad demokrat och en praktiskt inriktad person och ogillade den uppmärksamhet hon fick enbart i egenskap av drottning. Vid trontillträdet beskrev hon kritiskt hur hon hade hyllats som drottning och tillade: "Folk tittar på mig som om jag vore något märkvärdigt. Jag ser väl inte annorlunda ut idag än vad jag gjorde igår!"
Louise ogillade det dåvarande hovets stela ceremoniel, som år 1950 fortfarande reglerades av protokollet "Bestämmelser, föreskrifter och ceremoniel att iaktta vid svenska hovet" från 1911, och efter tronbestigningen reformerades och demokratiserades hela hovet och protokollet ersattes 1954 av "Handledning för tjänstgöring vid svenska hovet". År 1962 avskaffades den så kallade couren och ersattes med "demokratiska damluncher" för yrkeskvinnor, en tradition som efter drottningens död övertogs av prinsessan Sibylla. Louise hade en pliktmässig inställning till representation och genomförde sina uppdrag även under perioder av sjukdom. Vid trontillträdet renoverade och nyinredde hon Stockholms slott.
Efter andra världskriget förändrades drottningrollen. Välfärdsstaten byggdes ut och engagemanget i välgörenheten var inte längre lika viktig i praktiken även om den fortfarande hade en symbolisk betydelse.
Louise lär ha varit både mycket excentrisk, temperamentsfull och ofta otålig - men med en stor portion humor, stort hjärta och med en befriande självdistans till sig själv och sin kungliga roll. Hon visade tydligt sina antipatier, vilket kunde skapa obekväma situationer, men också togs som ett tecken på ärlighet. Det sades vid hovet: "Jag skulle vilja säga att drottningen var en gentleman. Det skulle aldrig falla henne in att skylla ifrån sig." 
Hon tyckte mycket om att resa men ville göra det privat och reste alltsomoftast inkognito under namnet "grevinnan av Gripsholm" eller som "fru Olsson". Ofta gick resan till släktingarna i England efter att hon hade besökt Italien med maken. I England bodde hon på Hyde Park Hotel, som låg vid den mycket trafikerade gatan Knightsbridge, och eftersom hon ofta korsade gatan för att handla, bar hon en lapp i handväskan med texten "I am the Queen of Sweden" i fall hon skulle bli överkörd. Hon reste också väldigt ofta med sina hundar, tre pekingeser, i släptåg, vilket skapade en hel del problem var gång hon skulle genom tullen. Medan maken helst läste facklitteratur i arkeologi och konsthistoria, var drottningen en stor läsare av romaner, både svenska och engelska, och hon läste gärna biografier.
Hon ska ha tyckt mycket om Sverige och chockerats över den svenska vanan att klaga på hemlandet. Inför sina släktingar talade hon ofta med beundran om demokratin sådan den utvecklades i Sverige, och tillade att inget annat politiskt system kunde vara lyckligare för ett lands utveckling än det svenska. Hon ska också ha beundrat svenska kvinnor för vad hon betraktade som deras naturliga värdighet, och sagt att hon ingenstans hade sett så lite vulgaritet som i Sverige.
År 1963 gjorde paret ett statsbesök i Frankrike, där hon blev omtyckt av president de Gaulle. Hon ska vid middagen ha sagt: "Jag ber om överseende med att jag inte talar någon vacker franska. Min franska är den franska som talades i löpgravarna 1914". de Gaulle infann sig vid minnesgudstjänsten över hennes död i svenska kyrkan i Paris, vilket var första gången en fransk president besökte Svenska kyrkan, och en av endast två gånger de Gaulle besökte en sådan minnesgudstjänst.
Louise visade, tillsammans med sin make Gustaf VI Adolf, upp en ny och mer privat sida av kungamakten. De framträdde mer som vanliga människor som utförde uppgifter som ålagts deras ämbete, än som kungligheter av Guds nåde.

## Död

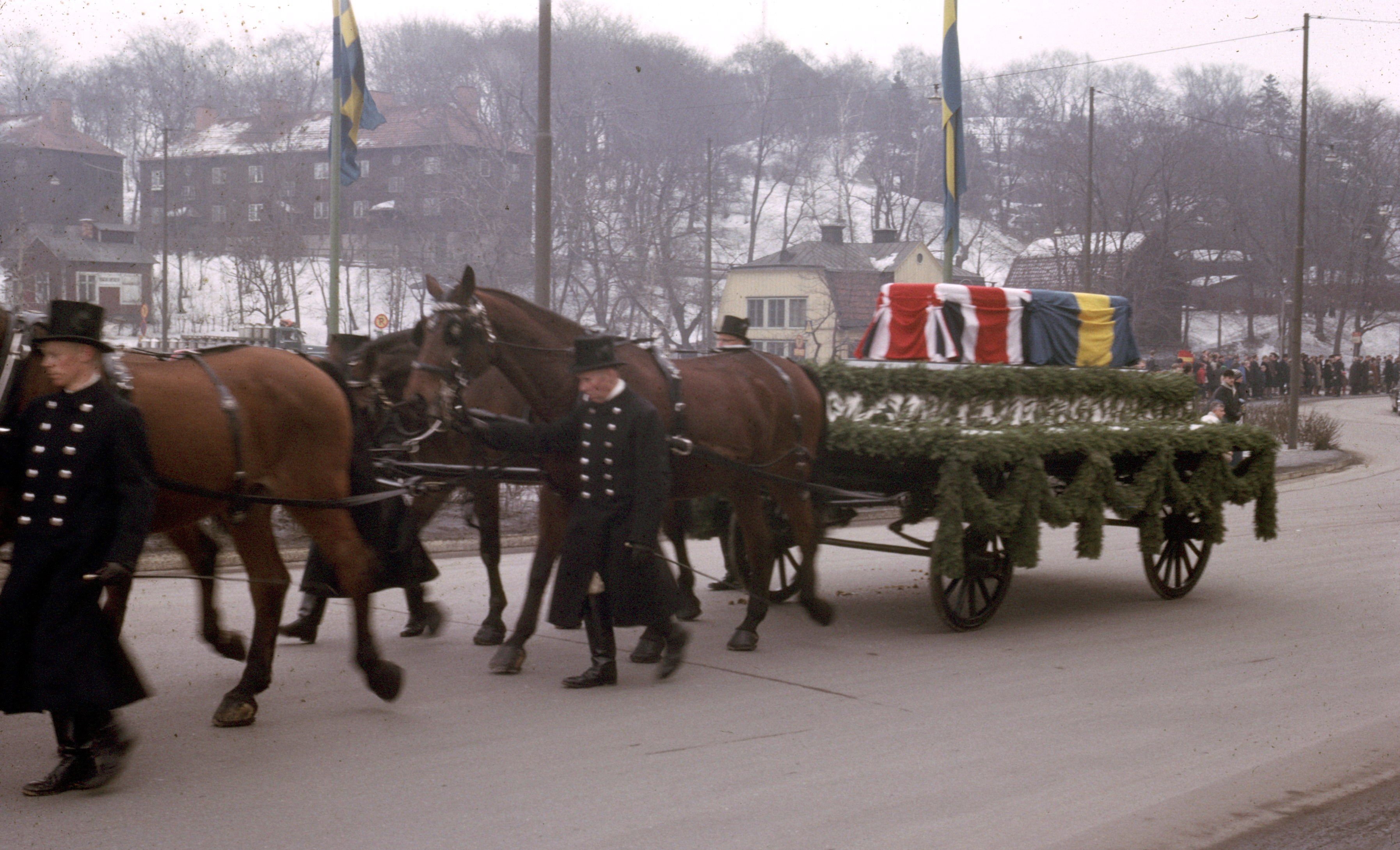
Drottning Louises begravningskortege.

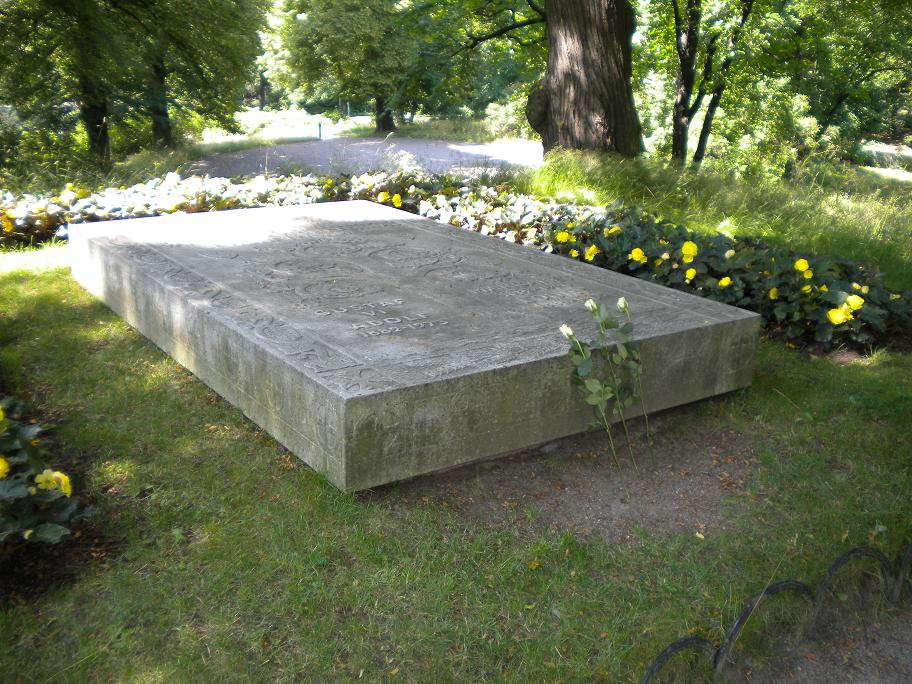
Louise, Gustaf Adolfs och Margaretas grav på Kungliga begravningsplatsen.

Drottning Louise drabbades under 1950-talet efter bara några år som drottning av ett par mindre hjärtinfarkter och led under flera år av återkommande hjärtklappning. Under hösten 1964 försämrades hennes hälsa markant och hon insjuknade efter Nobelfesten i december, vilken blev hennes sista offentliga framträdande som drottning.
Vid tvåtiden på natten till den 4 mars 1965 hade drottningen börjat känna sig sjuk och klockan 05:40 fördes hon med ambulans till S:t Görans sjukhus. Vid 08:30-tiden påbörjades en sex timmar lång operation som leddes av professor Clarence Crafoord, docent Oscar Schuberth och förste livmedikus Ulf Nordwall. Enligt kommunikén hade drottningen drabbats av "en allvarlig cirkulationsrubbning i höger ben som följd av förändringar i stora kroppspulsådern". Operationen gick bra, men efter ett par dagar tillstötte komplikationer och drottningens medtagna hälsa efter operationen ledde till att hon avled i sviterna efter den, klockan 12.10 söndagen den 7 mars 1965 på S:t Görans sjukhus. Vid hennes sida fanns då kung Gustaf VI Adolf, drottning Ingrid av Danmark, prins Bertil, prinsessan Sibylla, prinsessan Alice av Grekland och greve Sigvard Bernadotte.
Den officiella kungörelsen i Svensk författningssamling om drottningens bortgång löd:
| ” | Gustaf Adolf, med Guds nåde, Sveriges Götes och Vendes konung. Vår ynnest och nådiga bevågenhet med Gud allsmäktig. Som vår högt älskade fru gemål, Hennes Majestät Drottningen av Sverige Louise Alexandra Marie Irène i går klockan 12.10 avlidit, vilja vi härmed tillkännagiva Eder denna för oss och hela landet smärtsamma förlust. Vi äro förvissade att Ni och hela Sveriges folk varmt och innerligt deltaga i den djupa sorg, som drabbat oss, konungahuset och riket. Drottningholms slott den 8 mars 1965. GUSTAF ADOLF / Herman Kling (justitiedepartementet) | „ |

Begravningen förrättades av ärkebiskop Gunnar Hultgren i Storkyrkan den 13 mars. Drottning Louise är begravd bredvid Gustaf VI Adolf på kungliga begravningsplatsen på Haga, norr om Stockholm.

## Anfäder
|                             |  |  |  |  |  |  |  |                                             |  |  |  |  |  |  |  |                                                    |  |  |  |  |  |  |  | Storhertig Ludwig II av Hessen und bei Rhein                        |
|                             |  |  |  |  |  |  |  |                                             |  |  |  |  |  |  |  |                                                    |  |  |  |  |  |  |  |                                                                     |
|                             |  |  |  |  |  |  |  |                                             |  |  |  |  |  |  |  | Prins Alexander av Hessen und bei Rhein            |  |  |  |  |  |  |  |                                                                     |
|                             |  |  |  |  |  |  |  |                                             |  |  |  |  |  |  |  |                                                    |  |  |  |  |  |  |  |                                                                     |
|                             |  |  |  |  |  |  |  |                                             |  |  |  |  |  |  |  |                                                    |  |  |  |  |  |  |  | Prinsessan Wilhelmina Luise av Baden                                |
|                             |  |  |  |  |  |  |  |                                             |  |  |  |  |  |  |  |                                                    |  |  |  |  |  |  |  |                                                                     |
|                             |  |  |  |  |  |  |  | Markis Louis of Milford Haven               |  |  |  |  |  |  |  |                                                    |  |  |  |  |  |  |  |                                                                     |
|                             |  |  |  |  |  |  |  |                                             |  |  |  |  |  |  |  |                                                    |  |  |  |  |  |  |  |                                                                     |
|                             |  |  |  |  |  |  |  |                                             |  |  |  |  |  |  |  |                                                    |  |  |  |  |  |  |  | Greve Maurice von Hauke                                             |
|                             |  |  |  |  |  |  |  |                                             |  |  |  |  |  |  |  |                                                    |  |  |  |  |  |  |  |                                                                     |
|                             |  |  |  |  |  |  |  |                                             |  |  |  |  |  |  |  | Grevinnan Julia von Hauke, prinsessa av Battenberg |  |  |  |  |  |  |  |                                                                     |
|                             |  |  |  |  |  |  |  |                                             |  |  |  |  |  |  |  |                                                    |  |  |  |  |  |  |  |                                                                     |
|                             |  |  |  |  |  |  |  |                                             |  |  |  |  |  |  |  |                                                    |  |  |  |  |  |  |  | Sophie de Lafontaine                                                |
|                             |  |  |  |  |  |  |  |                                             |  |  |  |  |  |  |  |                                                    |  |  |  |  |  |  |  |                                                                     |
| Drottning Louise av Sverige |  |  |  |  |  |  |  |                                             |  |  |  |  |  |  |  |                                                    |  |  |  |  |  |  |  |                                                                     |
|                             |  |  |  |  |  |  |  |                                             |  |  |  |  |  |  |  |                                                    |  |  |  |  |  |  |  | Prins Carl av Hessen und bei Rhein                                  |
|                             |  |  |  |  |  |  |  |                                             |  |  |  |  |  |  |  |                                                    |  |  |  |  |  |  |  |                                                                     |
|                             |  |  |  |  |  |  |  |                                             |  |  |  |  |  |  |  | Storhertig Ludwig IV av Hessen und bei Rhein       |  |  |  |  |  |  |  |                                                                     |
|                             |  |  |  |  |  |  |  |                                             |  |  |  |  |  |  |  |                                                    |  |  |  |  |  |  |  |                                                                     |
|                             |  |  |  |  |  |  |  |                                             |  |  |  |  |  |  |  |                                                    |  |  |  |  |  |  |  | Prinsessan Elisabeth av Preussen                                    |
|                             |  |  |  |  |  |  |  |                                             |  |  |  |  |  |  |  |                                                    |  |  |  |  |  |  |  |                                                                     |
|                             |  |  |  |  |  |  |  | Prinsessan Victoria av Hessen und bei Rhein |  |  |  |  |  |  |  |                                                    |  |  |  |  |  |  |  |                                                                     |
|                             |  |  |  |  |  |  |  |                                             |  |  |  |  |  |  |  |                                                    |  |  |  |  |  |  |  |                                                                     |
|                             |  |  |  |  |  |  |  |                                             |  |  |  |  |  |  |  |                                                    |  |  |  |  |  |  |  | Prins Albert av Sachsen-Coburg-Gotha                                |
|                             |  |  |  |  |  |  |  |                                             |  |  |  |  |  |  |  |                                                    |  |  |  |  |  |  |  |                                                                     |
|                             |  |  |  |  |  |  |  |                                             |  |  |  |  |  |  |  | Prinsessan Alice av Storbritannien-Irland          |  |  |  |  |  |  |  |                                                                     |
|                             |  |  |  |  |  |  |  |                                             |  |  |  |  |  |  |  |                                                    |  |  |  |  |  |  |  |                                                                     |
|                             |  |  |  |  |  |  |  |                                             |  |  |  |  |  |  |  |                                                    |  |  |  |  |  |  |  | Drottning Victoria I av Storbritannien-Irland, kejsarinna av Indien |
|                             |  |  |  |  |  |  |  |                                             |  |  |  |  |  |  |  |                                                    |  |  |  |  |  |  |  |                                                                     |

## Klänningar
Många av drottning Louise klänningar finns bevarade på Livrustkammaren vid Kungliga slottet i Stockholm.

## Bilder
- Officiellt porträtt med tiara, 1920-tal
- Drottning Louise vid sitt skrivbord, som kronprinssessa
- Porträtt, tidigt 30-tal
- Bröllopsfotografi, London 1923
- Porträtt, i hovdräkt
- Officiellt porträtt, 1950-tal
- Med Gustav VI Adolf på Sofiero, 1960-tal